# Кузнецова, Светлана Александровна (поэтесса)
Светла́на Алекса́ндровна Кузнецо́ва (14 апреля 1934, Иркутск — 30 сентября 1988, Москва) — русская советская поэтесса и переводчик. Член Союза писателей СССР. Лауреат премии журнала «Огонёк» (1988).

## Биография
Отец — Кузнецов Александр Александрович, директор школы, потомок ссыльных поляков — участников восстаний начала 1830-х годов.
Мать — Амосова Лидия Ивановна, учитель русского языка и литературы, потомок предков Дмитриевых из Самары, сосланных в Сибирь в XIX веке по политическим мотивам.
Детство Светланы Кузнецовой прошло в Сибири на берегах Витима в центре Ленского золотопромышленного района в Бодайбо, где окончила среднюю школу. Поступила в Иркутский государственный университет на филологический факультет. После смерти отца оставила учёбу. Работала редактором художественной рекламы. Писать стихи начала в 9 лет.
Первая книга поэтессы «Проталины» вышла в 1962 году в Москве, в издательстве «Молодая гвардия» с предисловием известного поэта Александра Прокофьева, который выделил Светлану Кузнецову среди молодых и напутствовал её в поэзии.
В 1964 году издательство «Молодая гвардия» выпустило сборник Светланы Кузнецовой в серии «Библиотечка избранной лирики», в редколлегию которой входили Михаил Светлов, Борис Ручьёв, Владимир Костров. В предисловии критик Александр Макаров особо отметил «певучесть русской речи, так ласкающей слух, акварельную прозрачность образов, как будто сотканных из любви и света…»
Светлана Кузнецова переехала в Москву в середине 1960-х годов. Поступила в Литературный институт имени Горького. Окончила Высшие литературные курсы в 1965 году. Её приняли в Союз писателей СССР по рекомендации Александра Прокофьева. Первые два года в Москве, пока не приобрела кооперативную квартиру на Красноармейской улице, Светлана Кузнецова жила в доме поэтессы Инны Лиснянской, дружба с которой длилась до конца дней Светланы.
Творчество молодой поэтессы заметил Александр Твардовский: будучи главным редактором, он опубликовал в журнале «Новый мир» стихотворение Светланы Кузнецовой «Мои родители».
С 1964 по 1972 год в московских издательствах — «Молодая гвардия», «Советский писатель», «Советская Россия» выходят сборники стихов Светланы Кузнецовой: «Соболи», «Только о любви», «Сретенье», «Забереги». Её стихи публикуются в ежегоднике «День поэзии», в Библиотеке журнала «Огонёк», в газете «Литературная Россия». Она выступает перед большими аудиториями в московских вузах: в МГУ, в МЭИ, научно-исследовательских институтах. Песни на стихи Светланы Кузнецовой в исполнении дуэта популярных (с 2002 года — народных) артистов — Аллы Иошпе и Стахана Рахимова звучат на радио.
С 1972 года по 1982 год книги не публикуются, имя Светланы Кузнецовой исчезает из средств массовой информации. Как утверждается сегодня, негласный запрет на имя Кузнецовой был наложен по инициативе секретаря правления Союза писателей СССР Риммы Казаковой: по словам исследователя творчества Кузнецовой Н. Егоровой, «когда-то во время одной из поездок по „хлопковому раю“ московских литераторов посетил Рашидов. На банкете, меняющая свою партийность вместе с эпохами, Римма Казакова заявила, что вместе с ней поднимутся все писатели и выпьют за первого секретаря стоя. Светлана Кузнецова, знающая, что перед ней сидит преступник, громко и ясно, прямо при властительном госте ответила, что ни вставать, ни пить за Рашидова не будет».
В эти годы Светлана Кузнецова рассталась с мужем и потеряла мать и брата. Остро ощущая одиночество, отлучённая от литературной жизни Москвы, она писала «в стол» и занималась переводами поэтов союзных республик. 3 декабря 1980 года она направила письмо в Секретариат правления Московской писательской организации с жалобой на травлю со стороны Р.Казаковой. После проверки и подтверждения фактов Казакова была снята с поста секретаря СП и началась «реабилитация» Кузнецовой. В 1982 году в издательстве «Советский писатель» вышел новый сборник стихов «Гадание Светланы». В аннотации к сборнику отмечалось: «Лирика Светланы Кузнецовой драматична: утраты и обретения зрелости, осмысление противоречий современного мира, живое чувство Родины и слова — все это образует в книге единый исповедальный сплав». Журнал «Новый мир» (№ 1, 1983 год) опубликовал положительную статью-рецензию «Поэзия требует всего человека» критика Аллы Марченко. В 1983 году в Восточно-Сибирском книжном издательстве (Иркутск) вышел сборник стихов «Соболиная тропа» с предисловием поэта, лауреата Государственной премии СССР Анатолия Преловского. Произведения Светланы Кузнецовой появлялись также в ежегоднике «День поэзии», еженедельной газете «Литературная Россия». Журнал «Огонёк» (№ 18, апрель 1988 года) публикует девять стихотворений из цикла Светланы Кузнецовой «Русский венок». За эту работу ей была посмертно присвоена премия журнала «Огонёк» за 1988 год (№ 1, январь 1989 года). Светлане Кузнецовой присуждается государственная награда — медаль (информация опубликована в одном из выпусков «Литературной газеты» 1988 года).
Последний прижизненный сборник Светланы Кузнецовой «Стихотворения» выходит в издательстве «Советский писатель» тиражом 35 тыс. экземпляров в 1986 году. Подборка её стихов «Невидимый полёт» появилась в журнале «Новый Мир» (№ 9, 1988 год).
В «Литературной газете» развернулась полемика о различии мужской и женской поэзии. В статье «Под женским знаком?» поэт Юрий Кузнецов (11 ноября 1987 года, № 46), рассуждая на эту тему, приводит примеры, проводя параллели между Нобелевским лауреатом Габриеллой Мистраль и Мариной Цветаевой, между Анной Ахматовой и… Светланой Кузнецовой. А критик и литературовед Вадим Кожинов в своём труде «Свет двуединый…» писал: «Со всей взвешенностью и ответственностью скажу, что лучшие из зрелых стихотворений Светланы Кузнецовой — самое значительное из того, что было создано в русской женской поэзии после Анны Ахматовой…»
В последние годы жизни Светлана Кузнецова подготовила и сдала в печать два новых сборника: «Второе гадание Светланы» и «Светлана Кузнецова. Избранное. Стихи». Обе книги вышли в издательстве «Советский писатель», когда её не стало — (в 1989 и 1990 годах).
Проживала в Москве в писательском доме по ул. Красноармейская 27. Последний муж — русский поэт Олег Алексеев. Сын: Алексей Алексеев (р.1965).
Светлана Кузнецова скончалась 30 сентября в московской городской больнице № 71. Прах захоронен в колумбарии на Ваганьковском кладбище.

## Современники о Светлане Кузнецовой
Поэт Евгений Евтушенко:

Она существовала в поэзии как-то отдельно — вне групп и дискуссий. Её отличал спокойный аристократизм, равнодушный к суете и успеху. Как и Марию Петровых её окружал небольшой круг почитателей, где она была законодательницей вкусов.

Поэт, Лауреат Государственной премии СССР Анатолий Преловский:

Если же определять поэзию Светланы Кузнецовой понятийно, то более всего подойдет для этого выражение: «мужество жить». Не мужество преодолевать препятствия, что само собой понятно, если живешь, но, то мужество жить, когда жить невозможно: в бедах, в затяжных неудачах, в утрате близких, на пепелище надежд и любви. Но и здесь, казалось бы, в самых тупиковых лирических ситуациях, Светлана Кузнецова безошибочно находит единственно верный выход: к родной Сибири, к памяти, к долгу жить, сострадать — противостоять смерти.

Поэт и публицист Наталья Егорова:

Предельно ясная и чёткая по натуре Светлана Кузнецова оказалась одним из сложнейших поэтов конца XX века. По природе лирик — она подняла важнейшую публицистическую тему гибнущего отечества, чуждая философии — встала в рост с важнейшими философскими проблемами века, по-женски беззащитная, обернулась поэтом значительным и волевым.

Поэт Лидия Григорьева:

Жизнь как когда-то в самом начале творческого пути одарила её литературным признанием. И тут же оборвалась. Но забвение — страшнее смерти. Стихи Светланы Кузнецовой ждут своего переиздания и перепрочтения. Они, в отличие от человека, обладают возможностью возрождаться и восставать из пепла. Русская литература очень богата на такие обнадёживающие примеры.

Критик-литературовед Алла Марченко:

…с первых стихов и до последних — великолепная эта женщина («Ваше Величество женщина»!) жила как писала и писала как жила.

## Награды
- Медаль (1988)
- Лауреат премии журнала «Огонёк» (1988)